# Mansat-la-Courrière
 Mansat-la-Courrière  es una localidad y comuna de Francia, en la región de Lemosín, departamento de Creuse, en el distrito de Guéret y cantón de Bourganeuf.
Su población en el censo de 1999 era de 94 habitantes.
Está integrada en la Communauté de communes de Bourganeuf-Royère-de-Vassivière.